# Jan Zákostelský
Jan Zákostelský (* 25. listopad 1991, Benešov, Československo) je český fotbalový útočník, momentálně působící v klubu SK Benešov.

## Kariéra
Syn bývalého fotbalisty Luboše Zákostelského začínal s fotbalem v pěti letech v klubu Liberce. Prošel několika mládežnickými celky, a to nejen v Liberci, ale později i v pražské Slavii. Tam si ho v roce 2010 vybral do A-týmu trenér Cipro. Zákostelský nastoupil do dvou utkání závěru jara a dokázal hned v prvním vstřelit branku. V sezoně 2011/2012 absolvoval letní přípravu s týmem a nastoupil také k jednomu zápasu Gambrinus ligy, nicméně v zimní přestávce odešel do konce sezóny na hostování do druholigového týmu FC Graffin Vlašim.